# Zalman
Zalman Tech Co. (obyčejně známá pod názvem Zalman) je jihokorejská společnost, která se zaměřuje na výrobu a inovaci různorodých počítačových periferií a počítačových komponent. 

## Historie a podrobnosti
Firma byla založena v lednu roku 1999 a postupem času si nechala patentovat několik patentů zaměřených na zlepšení účinnosti chlazení a snížení hluku. Zaměřuje se na výrobu druhovýrobních počítačových komponentů, jako jsou například počítačové napájecí zdroje, chladiče procesoru, teplovodivé pasty, ventilátory, počítačové skříně a periferie, jako například monitory, sluchátka, klávesnice, počítačové myši apod. Hlavními konkurenty Zalmanu mohou být firmy Antec, Thermaltake, Cooler Master nebo Arctic.

## Finanční problémy
30. října 2014 bylo ohlášeno, že Zalman nesplatil velký dluh ve výši přes tři miliardy Wonů. V návaznosti na to společnost požádala o „zahájení procesu obratu společnosti“. To znamená, že se společnost pokouší o návrat k solventnosti.

## Galerie chladičů Zalman

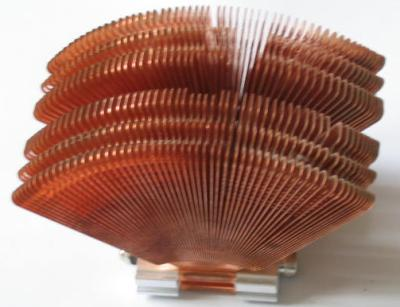
Chladič CPU Zalman „flower“
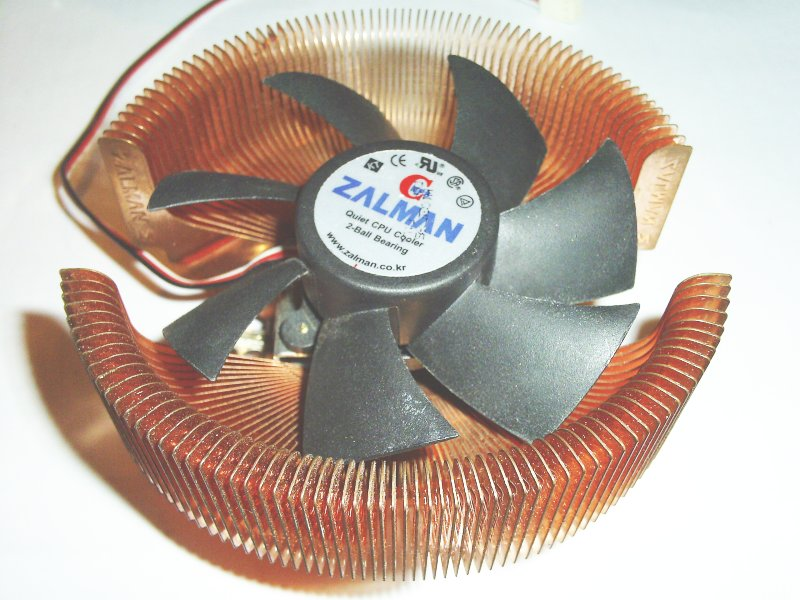
Chladič Zalman 7000 pro procesory Pentium 4 a Athlon 64
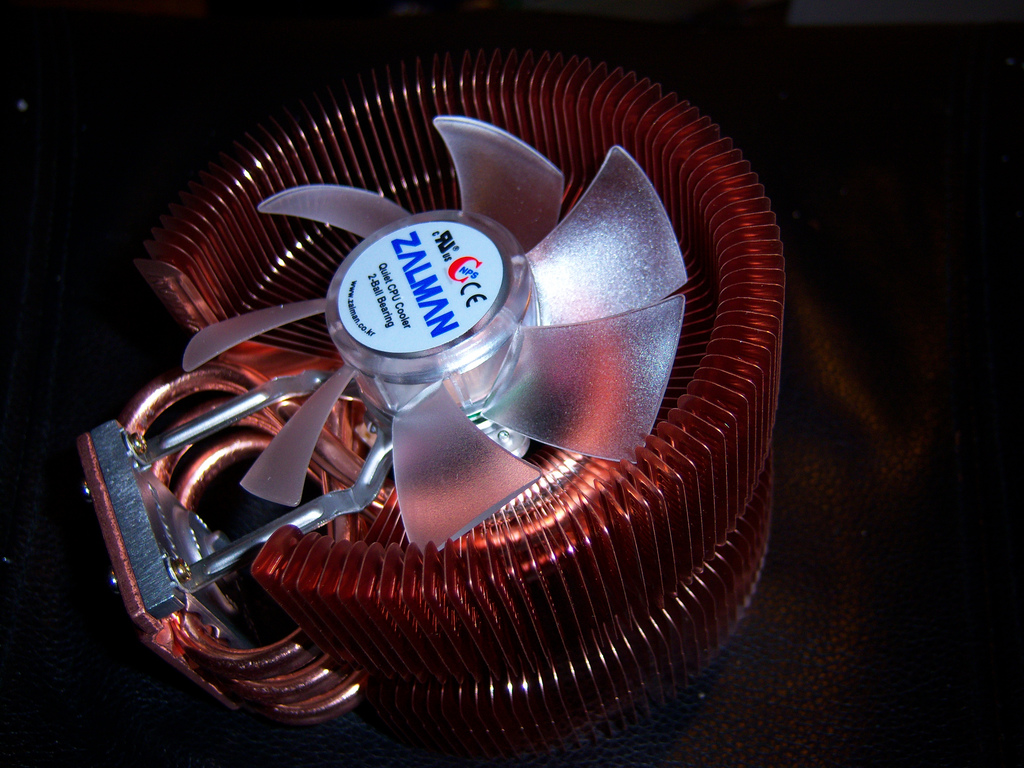
Zalman CNPS9500A-LED – Chladič CPU s LED osvětlením
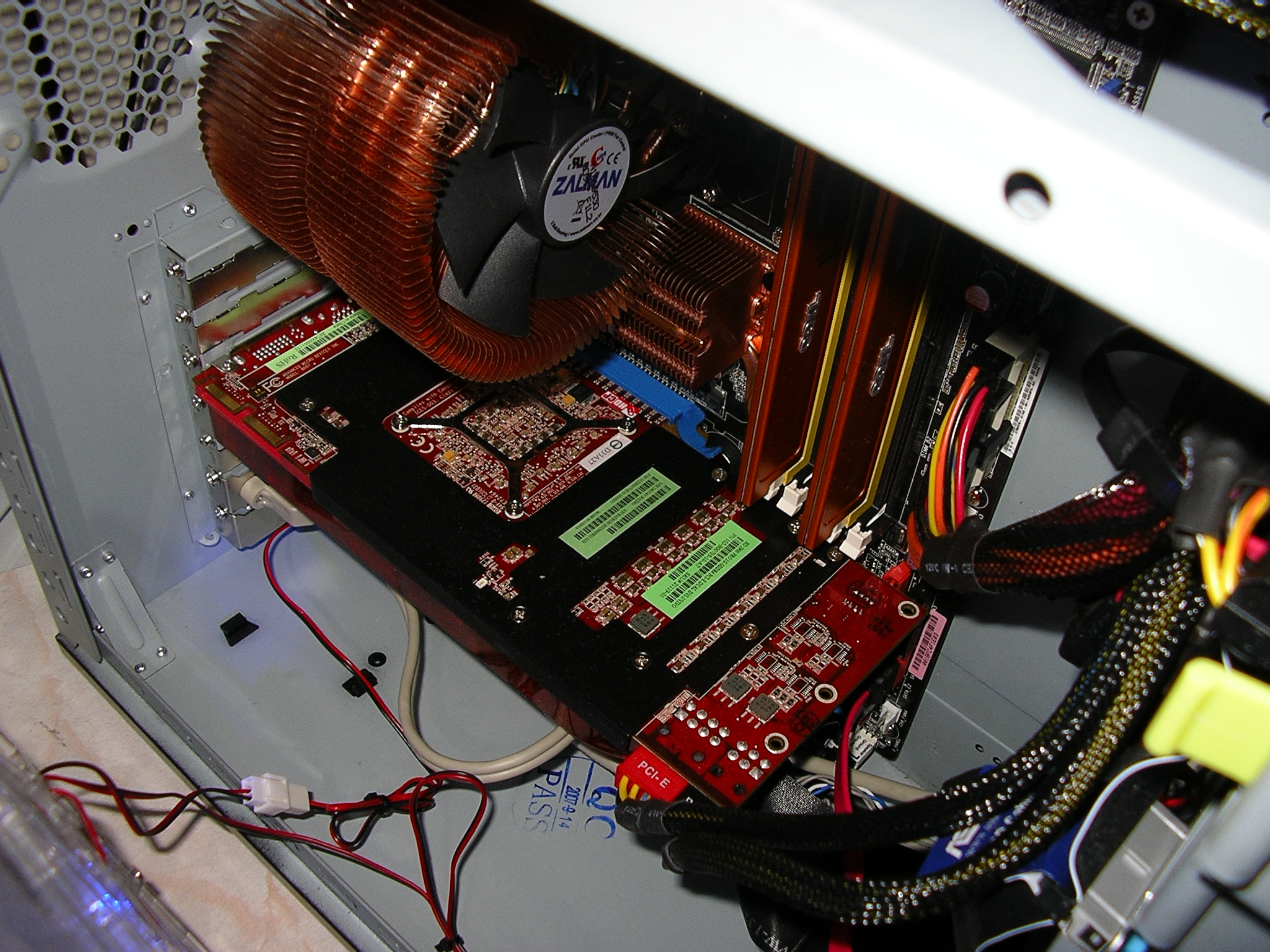
Zalman CNPS9500AT „super-flower“ – měděný chladič CPU